# دوج آسپن
دوج آسپن (Dodge Aspen) خودرویی است که در سال‌های ۱۹۷۶–۱۹۸۰تولید شده‌است. طراحی آن خودروهای موتور جلو-محور عقب بوده وزن آن در حالت طبیعی ۳٬۲۰۰ پوند (۱٬۵۰۰ کیلوگرم) است. سیستم جعبه‌دندهٔ آن ۳ دنده به دو صورت خودکار و دستی است.